# Ömer Tokaç
Ömer Tokaç (sinh ngày 26 tháng 10 năm 2000) là một cầu thủ bóng đá người Đức.

## Sự nghiệp câu lạc bộ
Ömer Tokaç hiện đang chơi cho Shonan Bellmare.